# Raymond Benson
Raymond Benson  (ur. 6 września 1955 w Midland) − amerykański pisarz. Jeden z autorów powieści o Jamesie Bondzie. Jest również autorem książki Hitman: Potępienie, która jest prequelem gry Hitman: Rozgrzeszenie.